# Вараз-Григор
Вараз-Григор (*д/н — 642) — великий князь Кавказької Албанії у 628—638 роках. Деякі джерела його називають його царем, але це сумнівно.

## Життєпис
Походив з роду Міхранідів. Син Вардана I Хороброго, нахарара Гардмана. Дата народження невідомо. Замало належав до сповідників зороастризму. Десь на початку 620-х років після смерті батька стає князем Гармана. У 628 році між Персією і Візантією укладено мирний договір, згідно з яким Вірменія переходить під владу Візантії, Грузія здобуває незалежність, а Албанія залишається залежно від Сасанідського держави. Вараз-Григор отримує титул марзпана.
Того ж року війська Західнотюркського каганату вдерлися до Кавказу. Спочатку було знищено Картлі. Водночас царевич (шад) тюрків рушив проти Кавказької Албанії. Вараз-Григор рушив до Персії по допомогу. В цей час албанський каталікос Віро вів перемовини з шадом, намагаючись тягнути час. У відповідь тюрки сплюндрували значну частину країни. Втім Віро зумів вмовивти царевича залишити Албанію.
Згодом імператор Іраклій зі своїм військом приходить в область Гардман, хрестить Вараза Григора і всіляко сприяє будівництву церков по всій країні. Грузинські хроніки повідомляють, що імператор Іраклій хрестив не тільки Вараз-Григора, а й «увесь його народ». Церемонію здійснив албанський каталіком Віро. Вараз-Григор першим з Міхранідів отримує титул князя всієї Албанії. Цим відновлено єдність держави та значну долю самостійності.
Разом з тим продовжував визнавати зверхність Персії. У 630-х роках відправляв власні війська для допомоги у війні з арабами-мусульманами. Водночас ця війна дала змогу Вараз-Григору здобути повну самостійність, він лише номінально визнавав владу перських шахіншахів.
У 638 році Вараз-Григор зробив свого сина Джеваншир співволодарем, передавши йому фактичну владу. Помер у 642 році.

## Родина
Дружина — Гурідухт
Діти:
- Вараз-Пероз (д/н—до 665), князь
- Джеваншир (д/н—670), князь всієї Албанії у 638—670 роках
- Олена, дружина Григора Маміконяна
- Єзад-Хосров, князь
- Варазман, князь